# W pogoni za sukcesem
W pogoni za sukcesem (ang. The Thing Called Love) – amerykański film fabularny z 1993 roku w reżyserii Petera Bogdanovicha, wyprodukowany przez wytwórnię Paramount Pictures.
Był to ostatni film z Riverem Phoenixem przed jego śmiercią.
Premiera filmu odbyła się 27 sierpnia 1993 w Stanach Zjednoczonych.

## Fabuła
Film opisuje historię Mirandy Presley, która z Nowego Jorku wyrusza do stolicy muzyki country – Nashville z zamiarem zrealizowania swojego marzenia. Kobieta chce zostać piosenkarką, ale jej pierwsze przesłuchania nie wypadają najlepiej. Miranda musi szukać mniej gwiazdorskiego zajęcia. Trafia do klubu dla nowicjuszy Bluebird Café i razem z nowymi znajomymi zamierza zrealizować marzenia o scenicznym sukcesie.

## Obsada
- River Phoenix jako James Wright
- Samantha Mathis jako Miranda Presley
- Dermot Mulroney jako Kyle Davidson
- Sandra Bullock jako Linda Lue Linden
- K.T. Oslin jako Lucy
- Anthony Clark jako Billy
- Webb Wilder jako Ned

## Produkcja
Zdjęcia do filmu kręcono w Nashville w stanie Tennessee. Okres zdjęciowy trwał od 2 listopada 1992 roku do 6 lutego 1993 roku.

## Odbiór
Film W pogoni za sukcesem spotkał się z mieszaną reakcją krytyków. W serwisie Rotten Tomatoes, 57% z dwudziestu jeden recenzji filmu są mieszane (średnia ocen wyniosła 5,4 na 10).